# سای‌پای
سای‌پای (انگلیسی: SciPy) یک کتابخانهٔ متن‌باز پایتون است که برای محاسبات علمی و فنی به کار گرفته می‌شود.